# Biblioteca Nacional de Andorra
A Biblioteca Nacional Andorra (em catalão:  Biblioteca Nacional d'Andorra) foi fundada em 1930 e reaberta em 1974. Está alojado na Casa Bauró,  uma antiga casa senhorial na capital andorrana, Andorra-a-Velha.  Entre outras funções, é a biblioteca de depósito legal e direitos autorais de Andorra.

## História
A Biblioteca Nacional de Andorra foi criada em 8 de setembro de 1930 com o objetivo de fornecer serviços de empréstimo de livros para as pessoas dos vales de Andorra (les Valls d'Andorra). Foi inicialmente alojado no salão de degraus perdidos (sala dels passos perduts) na Casa do Vale (a sede do Conselho Geral de Andorra). Sua criação resultou de uma iniciativa da Sociedade Andorrana de Residentes de Barcelona (Sociedat Andorrana de Residents a Barcelona), juntamente com contribuições de vários indivíduos particulares, e foi seguida na fundação de outras entidades socioculturais, como a Associação para a Proteção da Educação Catalã (Associació Protectora de l'Ensenyança Catalana).
A nova biblioteca foi criada em 1974 com a ajuda de Lídia Armengol i Vila. A coleção inicial de cerca de 2.500 volumes veio principalmente da biblioteca da Casa de la Vall, mas também incluiu doações da Exposição Catalã de Livros, doações de várias editoras e obras adquiridas pelo Conselho Geral de Andorra.
Em 1986, depois de alojada em vários locais, a biblioteca mudou-se para um prédio chamado Prada Casadet. Embora este edifício abrigasse a Biblioteca Nacional e a Biblioteca Pública do Governo de Andorra na época, uma pequena sala era dedicada exclusivamente à coleção nacional.
Em 1996, com o crescimento considerável das coleções, foi decidido reestruturar e separar os serviços. A Biblioteca Nacional de Andorra foi, portanto, transferida para um edifício chamado Casa Bauró, enquanto o restante da coleção permaneceu na Prada Casadet.
Além de seus outros papéis, a Biblioteca Nacional de Andorra atua como agência nacional do ISBN para Andorra desde 1987.